# 周玉 (材料学家)
周玉（1955年7月—），男，汉族，黑龙江五常人，中国材料学家，教授、博士生导师，中国共产党党员。哈尔滨工业大学金属材料及热处理专业本科、硕士、博士毕业，东京大学工学部材料学科系联合培养博士生，利兹大学材料学院高级访问学者。曾发表30余篇论文。曾任哈尔滨工业大学校长，哈尔滨工业大学（深圳）校长。

## 生平
1974年7月参加工作，历任哈工大金属材料及热处理教研室主任、材料学院院长、校长助理，1999年起任副校长。2014年6月至2021年7月任哈尔滨工业大学校长。2018年1月至2022年6月任哈尔滨工业大学（深圳）校长。
2018年2月24日，当选为第十三届全国人大代表。

## 荣誉
2009年当选中国工程院院士。